# Omura Waichiro
{{nihongo|
Omura Waichiro (sinh ngày 1 tháng 1 năm 1933) là một cầu thủ bóng đá người Nhật Bản.

## Đội tuyển bóng đá quốc gia Nhật Bản
Omura Waichiro thi đấu cho ĐTQG Nhật từ năm 1956 đến 1958.

## Thống kê sự nghiệp
| Đội tuyển bóng đá Nhật Bản | Đội tuyển bóng đá Nhật Bản | Đội tuyển bóng đá Nhật Bản |
| Năm                        | Trận                       | Bàn                        |
| -------------------------- | -------------------------- | -------------------------- |
| 1956                       | 3                          | 0                          |
| 1957                       | 0                          | 0                          |
| 1958                       | 2                          | 0                          |
| Tổng cộng                  | 5                          | 0                          |